# غابور تالماتشي

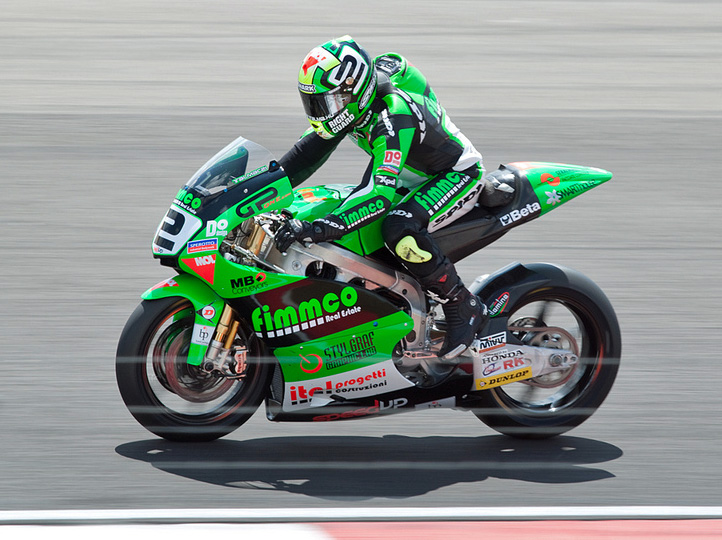

غابور تالماتشي (المجرية:Gábor Talmácsi) (ولد عام 1981 في بودابست في المجر) هو متسابق دراجات نارية مجري.

## مسيرته
يطلق عليه لقب «تالما» وقد فاز في موسم 2007 لشركة أبريليا الإيطالية ضمن فريق بانكايا أسبار، بلقب بطولة العالم لفئة 125 سم مربع في بطولة العالم لسباق الدراجات النارية. أخوه الأصغر غيرغو متسابق دراجات نارية أيضا.
ثم حاول في عام 2008 في نفس البطولة الحفاظ على اللقب لفريق أسبار.

## وصلات خارجية
- غابور تالماتشي على موقع MotoGP.com (الإنجليزية)
- غابور تالماتشي على موقع WorldSBK.com (الإنجليزية)